# Neoantistea kaisaisa
Neoantistea kaisaisa är en spindelart som beskrevs av Alberto Barrion och James A. Litsinger 1995. Neoantistea kaisaisa ingår i släktet Neoantistea och familjen panflöjtsspindlar.
Artens utbredningsområde är Filippinerna. Inga underarter finns listade i Catalogue of Life.